# Sherman Clark
Sherman Rockwell Clark, ameriški veslač, * 16. november 1899, † 8. november 1980.
Clark je za ZDA nastopil na Poletnih olimpijskih igrah 1920 v Antwerpnu, kjer je bil krmar in je z osmercem osvojil zlato medaljo, s četvercem s krmarjem pa srebrno medaljo.